# Grimbergen (bière)
Pour l’article homonyme, voir Grimbergen.

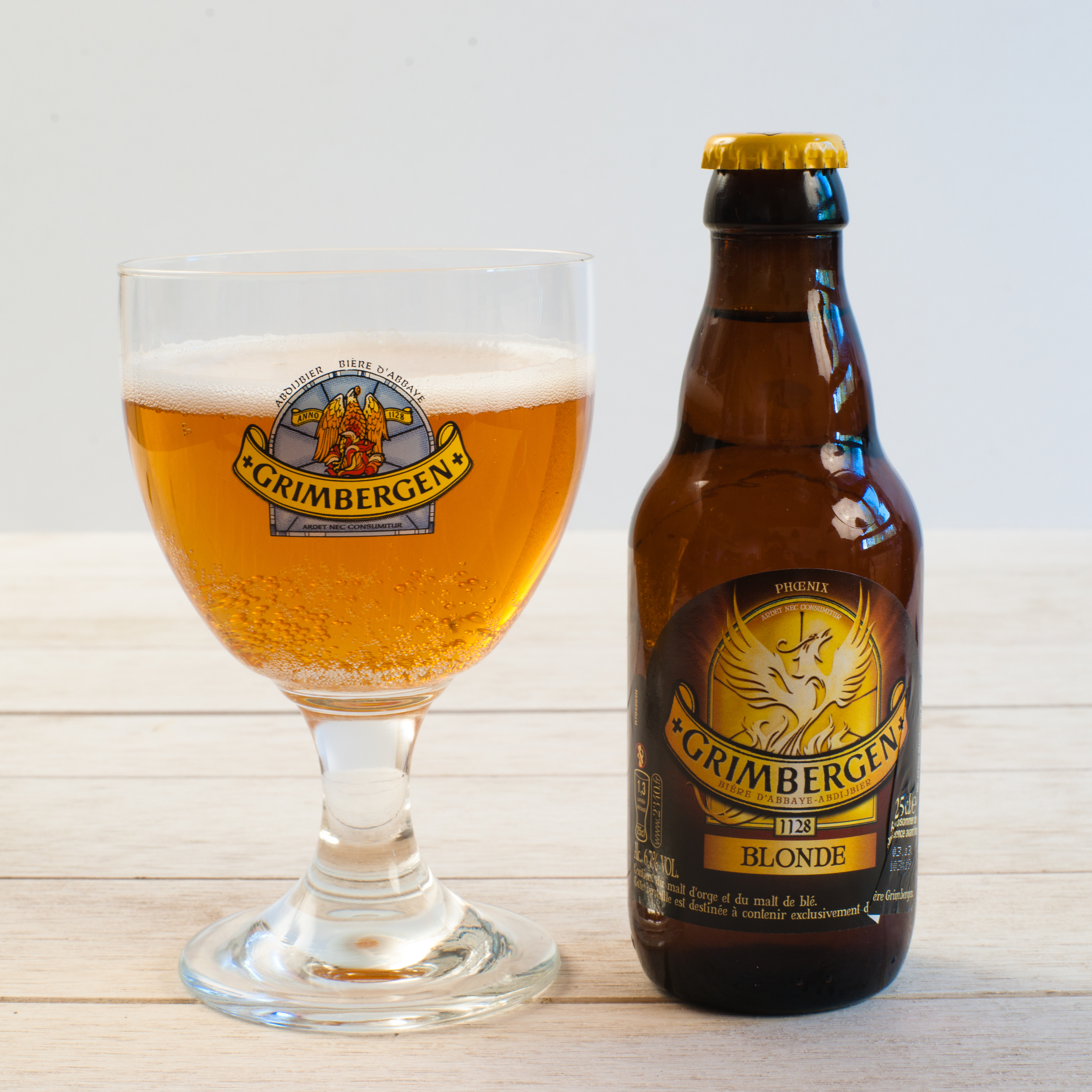
Bouteille de Grimbergen blonde et verre.

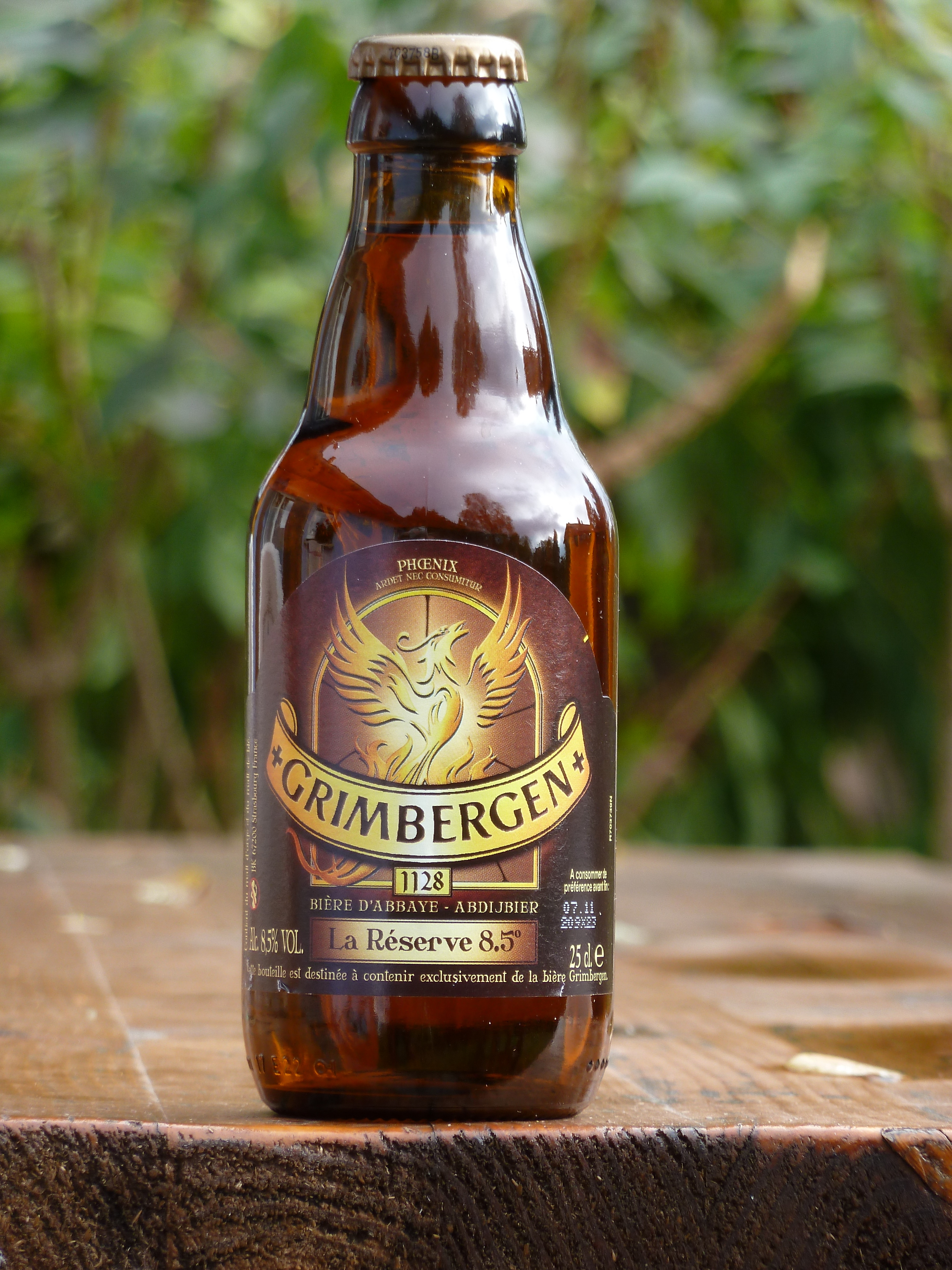
Grimbergen La Réserve; 8,5°.

La Grimbergen est une bière d'abbaye d'origine belge dont la production a été lancée à l'abbaye de Grimbergen au début du XVIIe siècle par les chanoines Prémontrés. Elle est produite et commercialisée par Alken-Maes (groupe Heineken, notamment en Belgique et aux Pays-Bas) et par Brasseries Kronenbourg (groupe Carlsberg, notamment en France et aux États-Unis).
Elle tire son nom de l'abbaye de Grimbergen, fondée en 1128 et située dans la province du Brabant flamand, toujours habitée par les chanoines Prémontrés. 

## Historique
L'abbaye de Grimbergen est construite en 1128 par saint Norbert de Xanten (fondateur de l'ordre de Prémontré), détruite en 1142 puis reconstruite grâce à des dons. Elle est de nouveau détruite en 1566, puis les Prémontrés y reviennent en 1585 et c'est en 1629 qu'ils entreprennent une grande restauration et la construction de la brasserie. Symbole de la renaissance de l'abbaye, l'emblème du phénix est choisi en 1629, ainsi que sa devise (devenu le slogan de la bière) : Ardet nec consumitur (litt. « Brûle, mais ne se consume point »).
La marque spécifiquement baptisée Grimbergen est lancée en 1957, à la veille de l'exposition universelle belge, par la Brasserie Maes, afin de compléter sa gamme, principalement constituée de pils.
En 1988, Maes fusionne avec son compatriote Alken, propriété du français BSN, pour former Alken-Maes. La Grimbergen appartient alors pour moitié à BSN et à Belgian United Beverages. Elle passe en 2000 dans le giron du groupe Scottish & Newcastle, mais celui-ci est démantelé en 2008. Heineken ayant racheté les activités belges du groupe, la Grimbergen belge lui appartient, tandis que la française fait partie du groupe Carlsberg. Au niveau international, cela dépend des pays, par exemple aux États-Unis c'est Carlsberg tandis qu'aux Pays-Bas c'est Alken-Maes qui la produit.

### Production
La Grimbergen, initialement brassée à Waarloos, a vu sa production transférée à la Brasserie de l'Union de Jumet en 1978, lors du rachat de celle-ci par le groupe belge Maes. À la suite du rachat par BSN, elle est produite également en France à partir de 1989 par Kronenbourg sur le site de Champigneulles.
Au début des années 2000, 290 000 hectolitres de Grimbergen sont produits par an : 160 000 en Belgique, exportés pour moitié en Espagne, Italie ou Pays-Bas, et 130 000 en France pour le marché hexagonal.
À la suite de la revente par Scottish & Newcastle de la Brasserie de Champigneulles en 2006 et de la Brasserie de l'Union en 2007, la Grimbergen est produite actuellement sur deux sites industriels : la Brasserie Kronenbourg d'Obernai en France et la Brasserie d'Alken en Belgique.
En 2019, une micro-brasserie est installée à l'abbaye de Grimbergen afin d'être en mesure de proposer des visites sur place, alors que la bière de marque Grimbergen n'y est pas produite (et ne l'a jamais été),. Son objectif est une production de 10 000 hectolitres par an.

## Bières
Les deux sociétés exploitant la marque ne produisent pas l'ensemble des sous-marques. La micro-brasserie de l’abbaye brasse elle aussi des sous-marques différentes.

### Micro-Brasserie de l’abbaye
Ces bières portent le logo des bières belges d'abbaye reconnues.
- Grimbergen Magnum Opus Brut beer, bière titrant 8,0 % d'alcool;
- Grimbergen Ignis Quadruple, bière titrant 10,0 % d'alcool;
- Grimbergen Astru Pale Ale, bière titrant 6,0 % d'alcool;

### Belgique
Ces bières portent le logo des bières belges d'abbaye reconnues.
- Grimbergen Blond, bière blonde titrant 6,7 % d'alcool, produite depuis 1993 ;
- Grimbergen Dubbel, bière brune titrant 6,5 % d'alcool, produite depuis 1958 ;
- Grimbergen Tripel, bière blonde titrant 9 % d'alcool, produite depuis 1962 ;
- Grimbergen Optimo Bruno, bière ambrée titrant 10 % d'alcool, produite depuis 1988 ;
- Grimbergen Goud 8°Dorée, bière blonde titrant 8 % d'alcool, produite depuis 2008 ;
- Grimbergen Selection Speciaal Dubbel, bière brune titrant 7 % d'alcool, produite en bouteilles de 75 cl ;
- Grimbergen Selection Speciaal Blond, bière blonde titrant 7,2 % d'alcool, produite en bouteilles de 75 cl ;
- Grimbergen Hiver, bière ambrée d'hiver titrant 6,5 % d'alcool, produite depuis 2012 ;
- Grimbergen Blanche d'Été, bière blanche titrant 6 % d'alcool ;
- Grimbergen Printemps, bière titrant 6 % d'alcool ;

Pour l'exportation, on peut citer :
- Grimbergen Roussa, bière rousse titrant 6,2 % d'alcool, produite depuis 2001.

### France
- Blonde, 6,7 % d'alcool ;
- Ambrée, 6,5 % d'alcool, créée en 2004 ;
- Blanche, 6 % d'alcool, créée en 2007[11] ;
- La Réserve, 8,5 % d'alcool, créée en 2008 ;
- Rouge, 5,5% d'alcool, créée en 2010[12] ;
- Poire, 6 % d'alcool, créée en 2013 ;
- Kriek, 6 % d'alcool, créée en 2014 ;
- Alliance de Pêches, 5,5% d'alcool, créée en 2016.
- Héritage de l'Abbaye, 8,5% vol d'alcool, avec des notes de sauge et de cubèbe, créée en 2018.

La Grimbergen Alliance de Pêches a reçu la médaille de bronze au concours général agricole 2016.

## Slogan
- Ardet nec consumitur

Ardet nec consumitur est une devise latine qui signifie littéralement « Brûle mais ne se consume pas », en parlant du phénix. La marque de bière a en effet repris les armoiries de l'abbaye, qui porte un phénix. En Belgique, lors de la campagne radio de 2012 puis 2013, ils utilisent les voix de l'écrivain Jacques Mercier, des acteurs Pierre Arditi et Jan Decleir, puis du présentateur Pierre Bellemare.
- Et le silence se fait (France, 2000-2006)[5];
- Grimbergen, au nom du silence (France, 2007-2008) ;
- Si subtile qu'elle impose le silence (France, 2008) ;
- Le pouvoir de renaître.